# Кларкс-Пойнт (Аляска)
Кларкс-Пойнт (англ. Clark's Point) — місто (англ. city) в США, в окрузі Діллінгем штату Аляска. Населення — 67 осіб (2020).

## Географія
Кларкс-Пойнт розташований за координатами 58°50′0″ пн. ш. 158°31′44″ зх. д. / 58.83333° пн. ш. 158.52889° зх. д. (58.833369, -158.528810).  За даними Бюро перепису населення США в 2010 році місто мало площу 10,50 км², з яких 7,96 км² — суходіл та 2,54 км² — водойми.

## Демографія
Згідно з переписом 2010 року, у місті мешкали 62 особи в 24 домогосподарствах у складі 15 родин. Густота населення становила 6 осіб/км².  Було 50 помешкань (5/км²).
Расовий склад населення:
| - 88,7 % — корінних американців - 11,3 % — білих |

До двох чи більше рас належало 0,0 %. Частка іспаномовних становила 0,0 % від усіх жителів.
За віковим діапазоном населення розподілялося таким чином: 30,6 % — особи молодші 18 років, 62,9 % — особи у віці 18—64 років, 6,5 % — особи у віці 65 років та старші. Медіана віку мешканця становила 35,0 року. На 100 осіб жіночої статі у місті припадало 100,0 чоловіків;  на 100 жінок у віці від 18 років та старших — 126,3 чоловіків також старших 18 років.
Середній дохід на одне домашнє господарство  становив 29 231 долар США (медіана — 25 833), а середній дохід на одну сім'ю — 34 075 доларів (медіана — 26 250). За межею бідності перебувало 55,4 % осіб, у тому числі 65,0 % дітей у віці до 18 років та 100,0 % осіб у віці 65 років та старших.
Цивільне працевлаштоване населення становило 21 особа. Основні галузі зайнятості: публічна адміністрація — 47,6 %, транспорт — 23,8 %, освіта, охорона здоров'я та соціальна допомога — 14,3 %.